# Crewe
Crewe város Angliában, Cheshire grófságban, Crewe and Nantwich borough legnagyobb települése. A 2001-es népszámlálási adatok szerint lakossága 67 683 fő. Testvérvárosai a franciaországi Mâcon és a németországi Bischofsheim. Crewe fontos vasúti csomópont, itt volt 2002-ig a Rolls-Royce egyik motorgyára, melyet a Bentley vett át.

## Rövid története
A 19. század elején Crewe egy mindössze 70 lakosú kis falu volt. Rohamos fejlődésnek azok után indult, hogy itt építette fel a Grand Junction Railroad (GJR) vasúttársaság a vagon- és mozdonyszerelő üzemét. A crewei pályaudvart 1837-ben építették fel a város melletti földeken. A város lakossága 1871-re már elérte a 40 ezer főt. A városkép kialakulásában nagy szerepe volt Joseph Locke-nak, a GJR vezető mérnökének is.

## Közlekedés
A crewei vasútállomás egy mérföldnyire fekszik a városközponttól, a Nyugati-parti fővonal (West Coast Main Line) egyik legfontosabb állomása. Vasúton kb. 2 óra alatt közelíthető meg London Euston állomásról.